# Історія нафтовидобування і нафтопереробки у Румунії
Нафтовидобування і нафтопереробка у Румунії має давню історію.
Є свідчення того, що бітум добували на території Румунії ще на початку нашої ери. Перші письмові свідчення про розробку нафтових родовищ датуються 1440 р. (Лукечешті в Молдові), а асфальту і мазуту — в 1517 р. (долина Прахови). У ґрунтовній праці Д. Кантемира «Deskriptio Moldaviae» (1716 р.) згадується, що недалеко від Мойнешті накопичені джерела «мінеральної смоли», змішаної з водою. 
У давнину використовували для видобування нафти у Карпатському регіоні, зокрема на території нинішньої Румунії, спосіб «лекерит» (рум. lăcărit). У передгір'ях Карпат, нижче тих місць, де нафта виходила на поверхню, викопували неглибокі рови, за якими нафта стікала в спеціальні накопичувальні ями. Із ям її діставали за допомогою особливих черпаків циліндричної форми. 
У 1821 р. в Мосоарелє, біля Тиргу-Окна, була пройдена перша в Румунії нафтова свердловина. 
У Пекуреці добувалося щорічно 225 т мазуту, деякі колодязі давали щодня 15-80 кг сировини (1837 р.) 
У 1857 році в місті Плоешть, в 60 км на північ від Бухареста, був побудований перший в світі нафтопереробний завод. У тому ж році в Румунії офіційно зареєстрований промисловий видобуток нафти – 275 тонн.
На промислах Румунії до 1909 року свердловини експлуатували головним чином желонками, пізніше тут стали використовувати поршнювання. 
До 1918 року в країні способом поршнювання видобувалося 50% нафти.
У 1957 р. в Румунії святкували сторіччя початків національної нафтової промисловості. Того ж року уряд країни ухвалив рішення про відкриття у Плоєшті — колисці румунської нафтової промисловості — Республіканського музею нафти. У музеї представлена і перша в світі книга про нафту, «Петролеул», написана румуном Куку Старостеску і видана в 1881 році. У 1861 році в районі Плоешть була пущена перша механічна бурова, а з 1870 року можна говорити вже про існування в Румунії нафтової промисловості, що використовує механічні засоби.